# IV Festival de Iquique
El Festival de Iquique de 2011 fue la cuarta versión del festival musical realizado en la turística ciudad de Iquique, Chile. Se realizó durante los días 18, 19 y 20 de febrero de 2011 en el Estadio Tierra de Campeones, ubicado en esa misma ciudad. El animador fue Cristián de la Fuente.

## Desarrollo

### Día 1 (viernes 18)

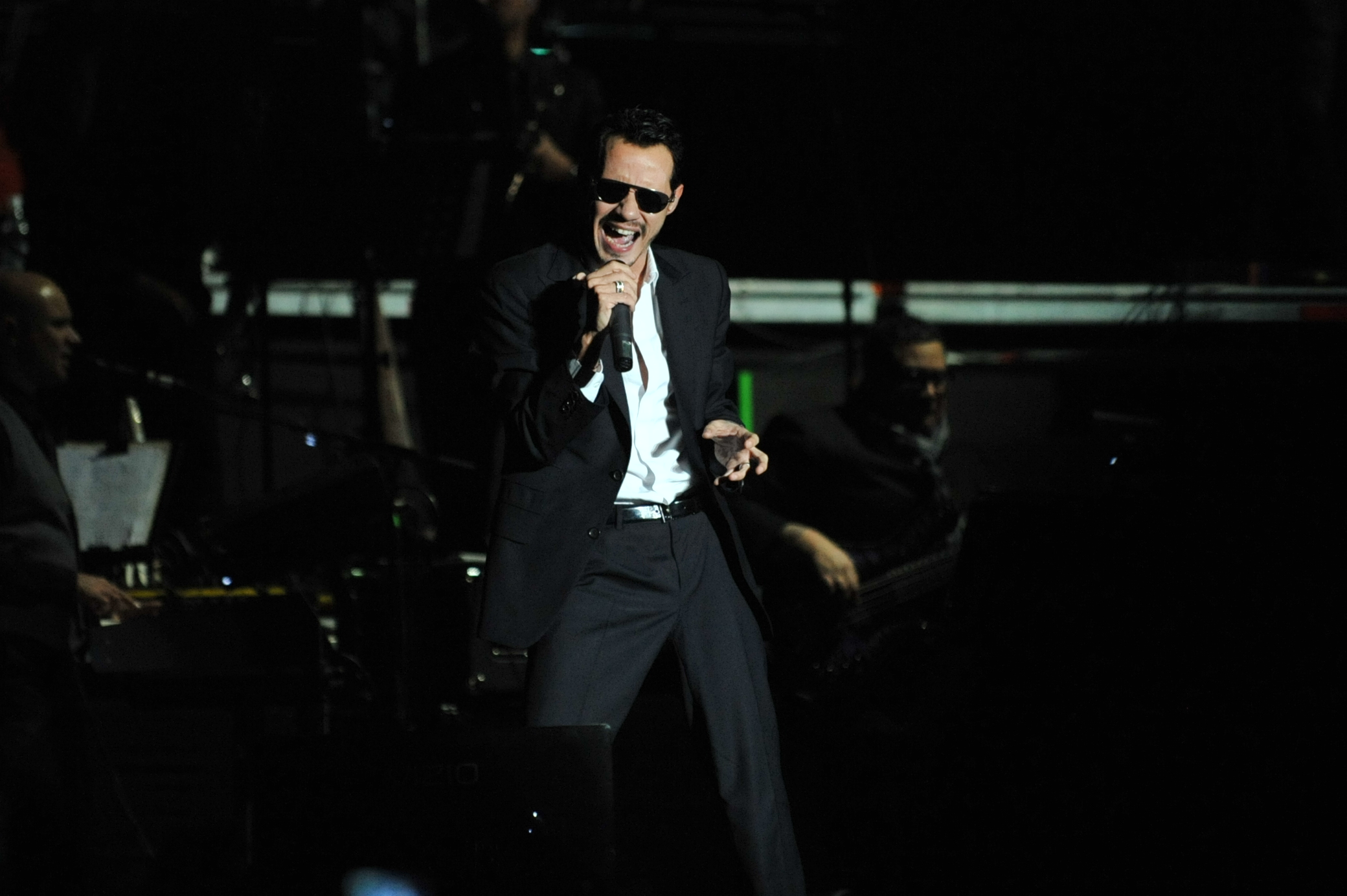
Marc Anthony se encargó de cerrar la noche inaugural del festival.

El encargado de abrir la noche inaugural fue el experimentado cantante nacional Luis Jara, quien se ganó al público con sus baladas. Seguido de este llegó el humorista chileno Memo Bunke e hizo reír a todo el público iquiqueño. Luego llegó el "plato de fondo" de la noche, el estadounidense Marc Anthony cantó y se llevó la ovación del público.
- Luis Jara
- Memo Bunke (humorista)
- Marc Anthony

### Día 2 (sábado 19)

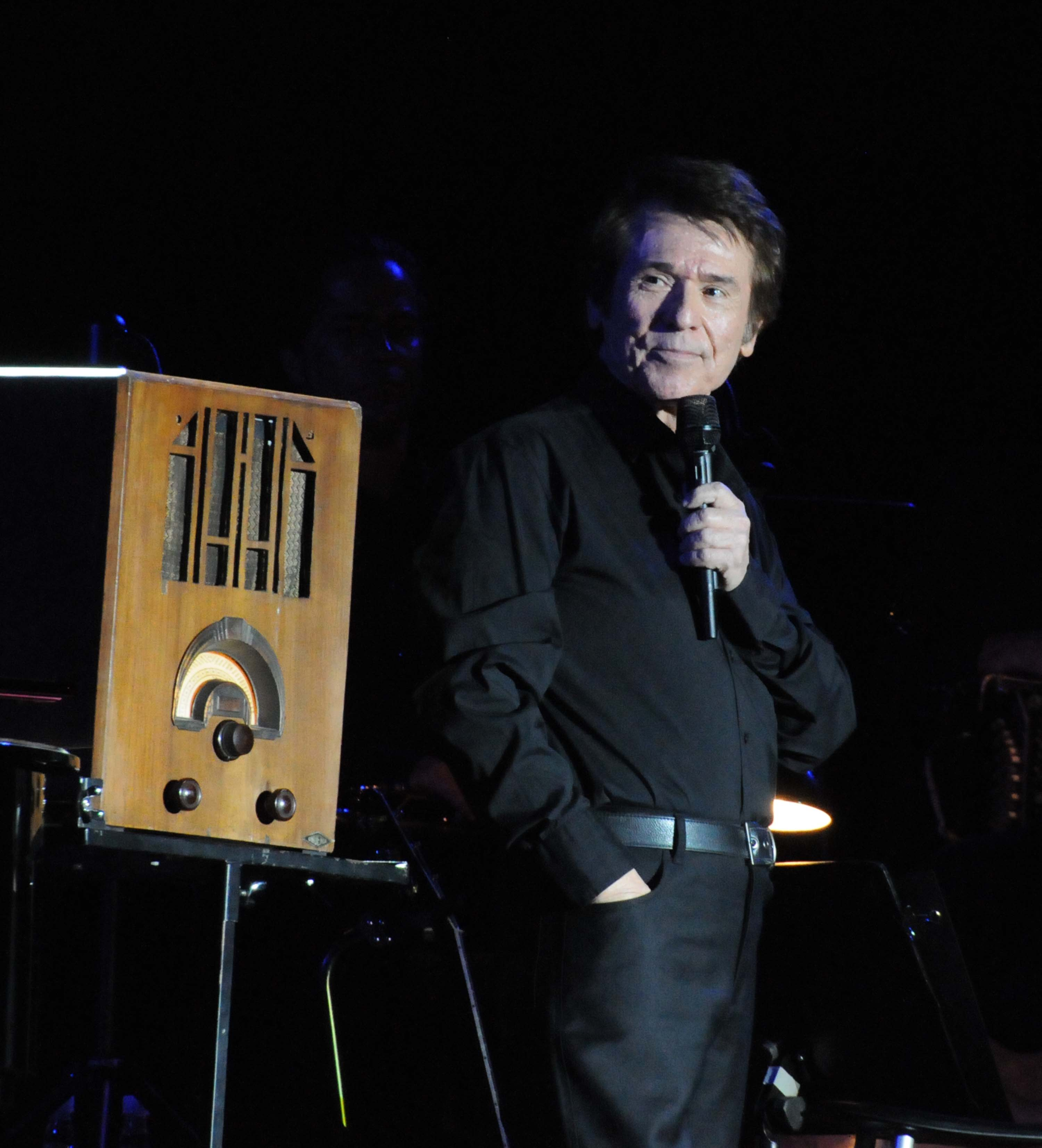
Raphael durante su actuación en el festival.

Para la segunda jornada se presentó el reconocido cantante español Raphael, seguido por el mexicano Alejandro Fernández. Cerró la noche el chileno cantante Américo.
- Raphael
- Alejandro Fernández
- Américo

### Día 3 (domingo 20)
Los encargados de abrir la tercera y última noche fue el grupo australiano INXS. El español Alejandro Sanz siguió con el transcurso del festival y fue el humor de Rupertina el que cerró la noche y el festival en su cuarta edición.
- MGMT

 INXS
- Alejandro Sanz
- Rupertina (humorista)